# Fairey Battle
Фейрі Бетл («Битва», англ. Fairey Battle) — британський одномоторний легкий бомбардувальник, що перебував на озброєнні ВПС Великої Британії на початку Другої світової війни. Розроблявся для заміни бомбардувальника-біплана Hawker Hart компанією Fairey.

## Історія створення

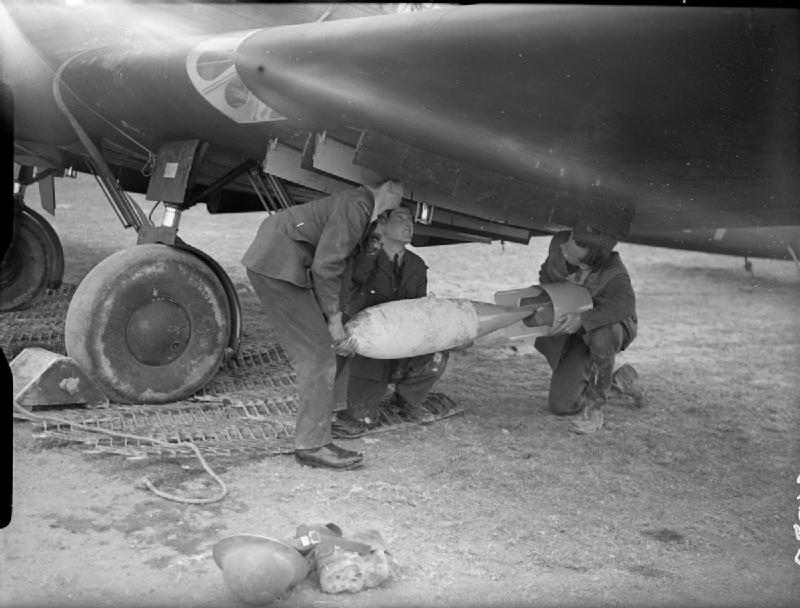
Завантаження бомб в «Батл»

В кінці 1932 року міністерством авіації була видана специфікація P.27/32 на побудову легкого одномоторного бомбардувальника-моноплана для заміни існуючих біпланів. Новий літак переносити 454 кг бомб з бойовим радіусом в 1604 км і швидкістю 322 км/год. В конкурсі взяли участь чотири фірми (Armstrong Whitworh, Bristol, Hawker i Fairey), і в червні 1934 року переможцем було вибрано проєкт компанії Fairey створений під керівництвом інженера Марселя Лобеля, і остання почала побудову прототипа.
Спочатку планувалось зробити дві окремі кабіни для двох членів екіпажу, але коли екіпаж збільшили до трьох (пілот, бомбардир/спостерігач, радист/стрілець), було вирішено зробити одну довгу кабіну. Також міністерство рекомендувало використати власний двигун Fairey Prince, але фірма зрозуміла, що треба вибрати більш потужний двигун і було вибрано Rolls-Royce Merlin. Також «Бетл» став першим літаком Fairey з металевою обшивкою. Бомби розміщувались в двох відділеннях в корені крил.
Прототип піднявся в повітря 10 березня 1936 року, і повністю задовільняв вимогам специфікації. Замовлення на побудову літаків було зроблено ще раніше, і тому серійне виробництво було почате доволі швидко — в квітні 1937 року. Після перших випробувань літак отримав гарні відгуки від пілотів-випробувачів, літак мав гарну керованість, за винятком погано відгуку руля висоти при зльоті. Дещо більшої критики зазнала кабіна літак: хоча вона і була простора в ній часом було жарко, а в стрільця крім цього був посередній боковий огляд, а також в польоті потік повітря прямував прямо в лице.
Не зважаючи на недоліки «Бетл» вважався перспективним літаком і замовлення на його виготовлення постійно зростали. Для покриття замовлень виробництво почалось також на заводі Austin Motors і ще до початку Другої світової війни було виготовлено більше 1000 літаків. З початком активної війни стало зрозуміло, що літак застарів для виконання ролі бомбардувальника, і виробництво змістили на виготовлення навчальної та буксирної модифікацій, а в вересні 1940 року повністю згорнули. Загалом в Британії було побудовано 2185 літаків (1156 на заводі Fairey, а 1029 на заводі Austin Motors), ще 16 було побудовано в Бельгійському філіалі.
Декілька «Бетлів» використовувались як тестові фюзеляжі для двигунів Napier Dagger, Napier Sabre, Bristol Hercules, Bristol Taurus, Rolls-Royce X і Fairey Prince, а також різнотипних пропелерів.

## Основні модифікації
- Mk.I — використовувались двигуни Rolls-Royce Merlin I, II (по 1030 к.с.), III або V (по 1440 к.с.).
  - Mk.I T — Mk.I переобладнані в навчальні.
  - Mk.I TT — буксир повітряних мішеней. В такому варіанті було випущено останні 226 серійних літаків, ще 100 було переобладнано.

## Історія використання

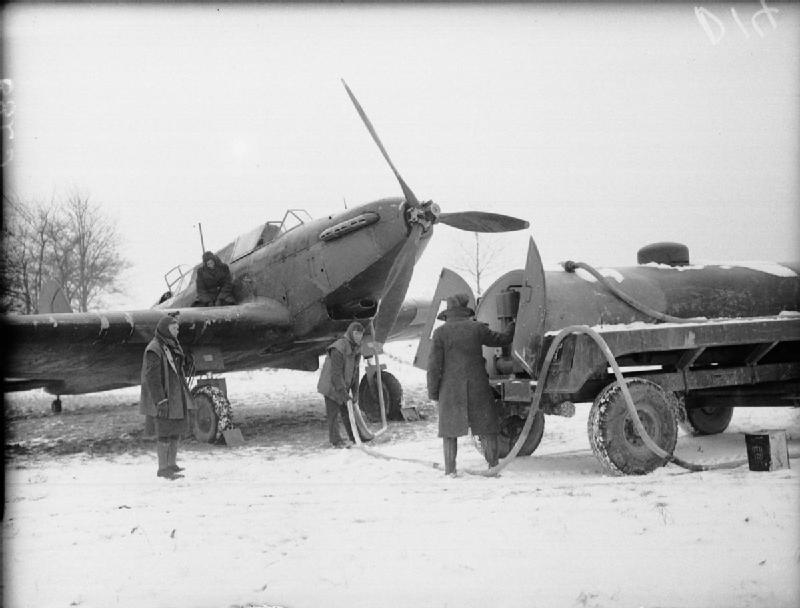
Fairey Battle заправляється на аеродромі в Франції. Зима 1939-40.

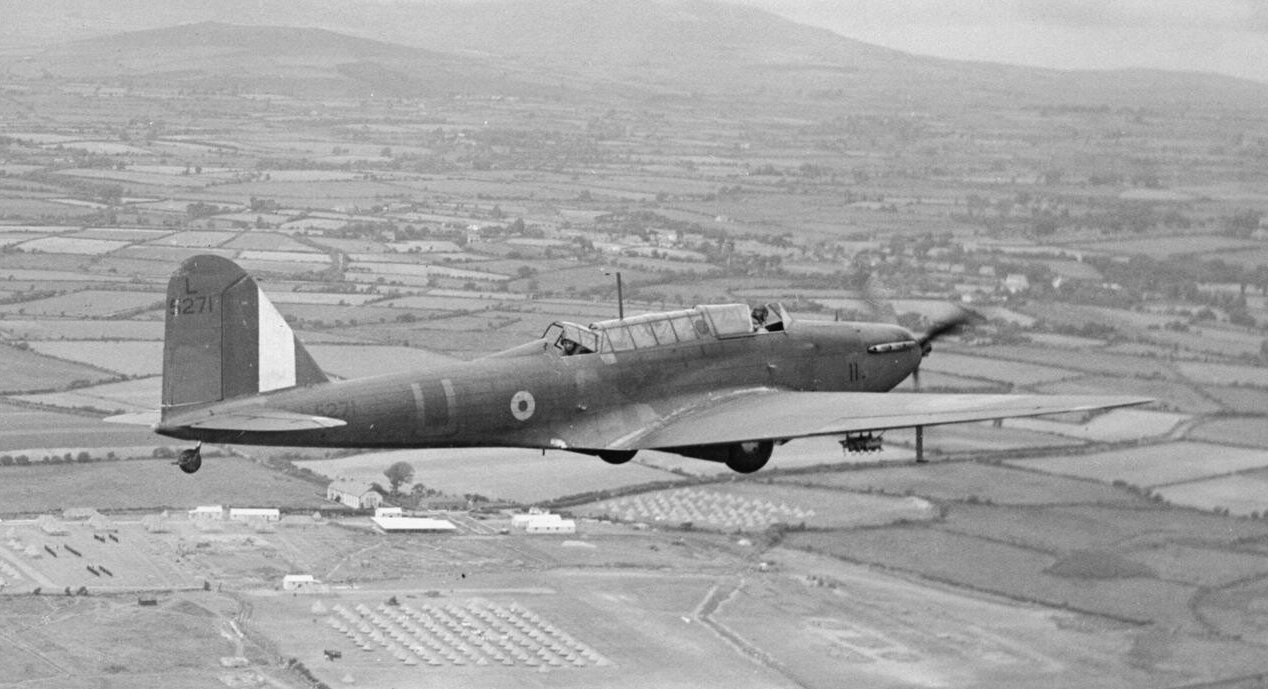
Навчальний Fairey Battle польської ескадрильї в польоті. Літо 1940.

Першою «Бетли» отримала 63-я ескадрилья в травні 1937 року, а до кінця 1938 року вже було сформовано 18 ескадрилей, оснащених «Бетлами», які входили в 1-шу і 6-ту групи Бомбардувального командування. У вересні 1939 року 1-ша група була перекинута в Францію, де залучалась до розвідувальних місій. Перші зіткнення з німецькою авіацією показали безліч недоліків літака, зокрема поганий захист, і в польових умовах деякі ескадрильї доповнили свої «Бетли» нижньою вогневою точкою і бронезахистом, проте було ясно, що літак не може успішно застосовуватись в реальному бою.
До травня 1940 року тільки дві ескадрильї було переобладнано на Bristol Blenheim, а ще 8 залишались з «Бетлами». 10 травня відбувся перший бомбовий виліт на німецькі позиції біля Люксембурга, наліт проводився без винищувального прикриття і на низьких висотах, в результаті чого було втрачено 16 літаків з 36. Наступного дня було втрачено ще сім з восьми посланих на завдання літаків, а 12 травня в відчайдушному нальоті на мости через канал Альберт було втрачено всі п'ять літаків. Останній виліт досяг своєї цілі — міст було пошкоджено і наступ німецьких військ сповільнено, за що командир групи Дональд Гарланд і його штурман Томас Грей посмертно були нагороджені Хрестом Вікторії, першими серед пілотів ВПС. 14 травня був проведений ще один виліт, цього разу 62 «Бетли» були перехоплені винищувачами Messerschmitt Bf 109, які без втрат зі своєї сторони збили 35 «Бетлів». Після перших боїв, дві ескадрильї прийшлось розформувати, а також перейти на нічні бомбардування.
15 червня 1940 року всі «Бетли» було відкликано на Британські острови, де до жовтня 1940 року вони використовувались для бомбардування портів Франції, Бельгії і Нідерландів. Останньою ескадрильєю що використовувала «Бетли» була 98-ма, яка базувалась в Ісландії і підпорядкувалась Береговому командуванню. До липня 1941 року вона все ще використовувала «Бетли» для супроводу конвоїв і проти-субмаринного патрулювання. До закінчення війни «Бетли» ще використовувались, як навчальні в країнах Британської співдружності. Зокрема Канада отримала 739 літаки, а Австралія ще 360.
Літом 1940 року «Бетлами» було озброєно чотири польські ескадрильї в Британії (300, 301, 304 і 305-ту). Вони теж залучались до бомбардувань портів Франції.
Окрім Британії бойові «Бетли» використовували повітряні сили Південної Африки, Бельгії і Греції. ВПС Бельгії 10 травня 1940 року мало на озброєнні 14 «Бетлів», 11 з яких було втрачено в перший день війни (5 на аеродромах ще 6 в повітрі), останні 4 було знищено 18 травня. ВПС Греції доволі успішно використовувало свої 12 «Бетлів» проти італійців з жовтня 1940 року, зокрема під час контрнаступу в листопаді. Але з включенням до війни Німеччини, останні грецькі «Бетли» були знищені на аеродромі Танагра 20 квітня 1941 року.
В 1939-40 році 30 «Бетлів» було продано Туреччині, але в боях вони участі не брали. Ще один «Бетл» здійснив вимушену посадку на території Ірландії і був інтернований.

## Тактико-технічні характеристики

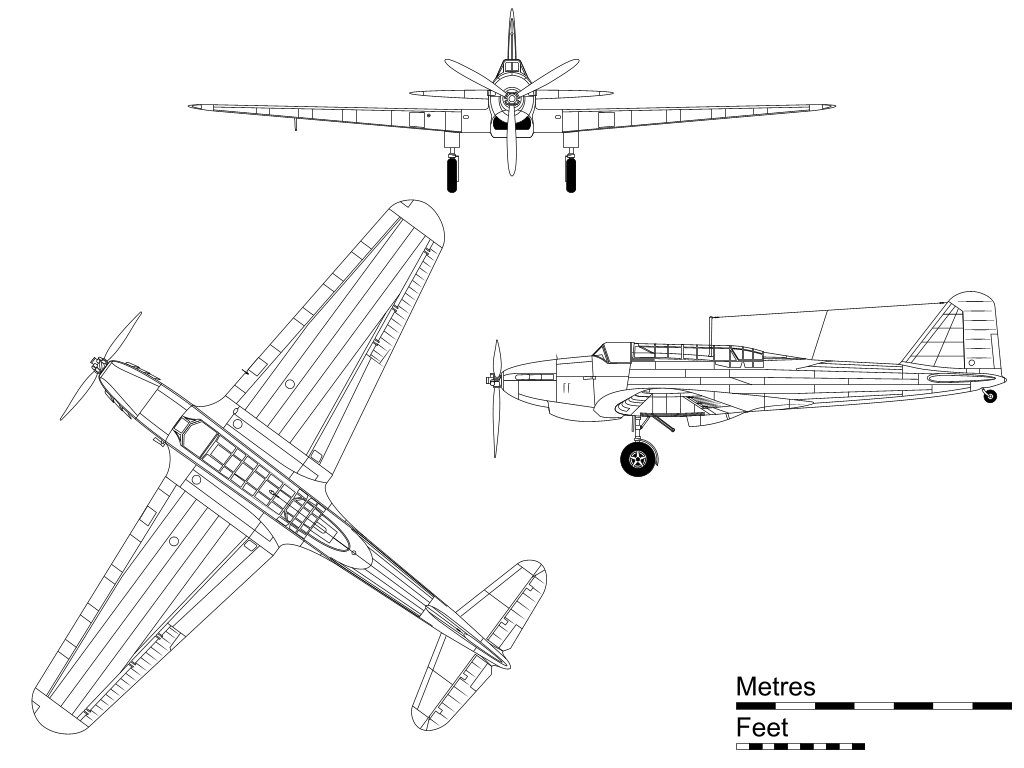

### Технічні характеристики
|                         | Mk.I Двигун: Mk.II    | Mk.I Двигун: Mk.III    |
| ----------------------- | --------------------- | ---------------------- |
| Довжина                 | 12,93 м               | 12,90 м                |
| Висота                  | 4,57 м                | 4,72 м                 |
| Розмах крил             | 16,45 м               | 16,45 м                |
| Площа крил              | 39,2 м²               | 39,2 м²                |
| Маса порожнього         | 3361 кг               | 3018 кг                |
| Маса спорядженого       | 4944 кг               | 4895 кг                |
| Максимальна злітна маса | 5307 кг               | -                      |
| Двигуни                 | Rolls-Royce Merlin II | Rolls-Royce Merlin III |
| Потужність              | 1030 к.с              | 1440 к.с.              |
| Максимальна швидкість   | 406 км/год            | 412 км/год             |
| Операційна дальність    | 1930 км               | 1610 км                |
| Практична стеля         | 7925 м                | 7620 м                 |
| Швидкопідйомність       | 6,7 м/с               | -                      |

### Озброєння
- Стілецьке:

Стрілець 103-ї ескадрильї за кулеметом Vickers K свого Fairey Battle.

  - 7,7-мм курсовий кулемет Browning М1919 в правому крилі
  - 7,7-мм кулемет Vickers K в кабіні стрільця
- Бомбове:
  - Нормальне — 454 кг (2 × 227 кг, або 4 × 113 кг)
  - Максимальне — 681 кг.